# Schwefelwasserstoffgruppe
Als Schwefelwasserstoff-Gruppe (H2S-Gruppe) bezeichnet man eine Gruppe von Elementen, deren Salze mit Schwefelwasserstoff-Lösung auch in Gegenwart von Säure schwerlösliche Sulfide bilden. Hierzu gehören Kationen der Metalle mit den Elementsymbolen
- Hg und Pb (beide auch in der Salzsäuregruppe, hier jedoch fallen noch Reste dieser Kationen als Quecksilber(II)- und Blei(II)-sulfid aus),
- Bi, Cu und Cd (zusammen mit Pb und Hg als „Kupfergruppe“ bezeichnet) und
- Sb, Sn, As („Arsen-Zinn-Gruppe“) und gegebenenfalls auch Se und Te.

Die Sulfidfällung im sauren Bereich (idealerweise mit Essigsäure/Natriumacetat-Pufferlösung bei pH-Werten um 4 bis 5) dient im Kationentrenngang der qualitativen Analyse (in der Anorganischen Chemie) zur Abtrennung und zum Nachweis der oben genannten Kationen. Im Filtrat befinden sich danach die Kationen der restlichen Trenngangsgruppen:
- Ammoniumsulfid-Gruppe,
- Ammoniumcarbonat-Gruppe und
- Lösliche Gruppe.

## Gruppenfällung
Fast alle Schwermetallkationen sind in Kombination mit Sulfid-Anionen unlöslich in Wasser. Die Schwefelwasserstoffgruppe jedoch besteht aus Schwermetallsalzen bzw. -Kationen, die besonders schwer löslich sind und deshalb aus dem Filtrat der Salzsäuregruppe in einer Fällungsreaktion auch dann schwerlösliche Sulfide bilden, wenn dieses nicht neutralisiert, sondern direkt im sauren Bereich mit dem Trennmittel Schwefelwasserstoff versetzt wird (die Sulfidfällung).

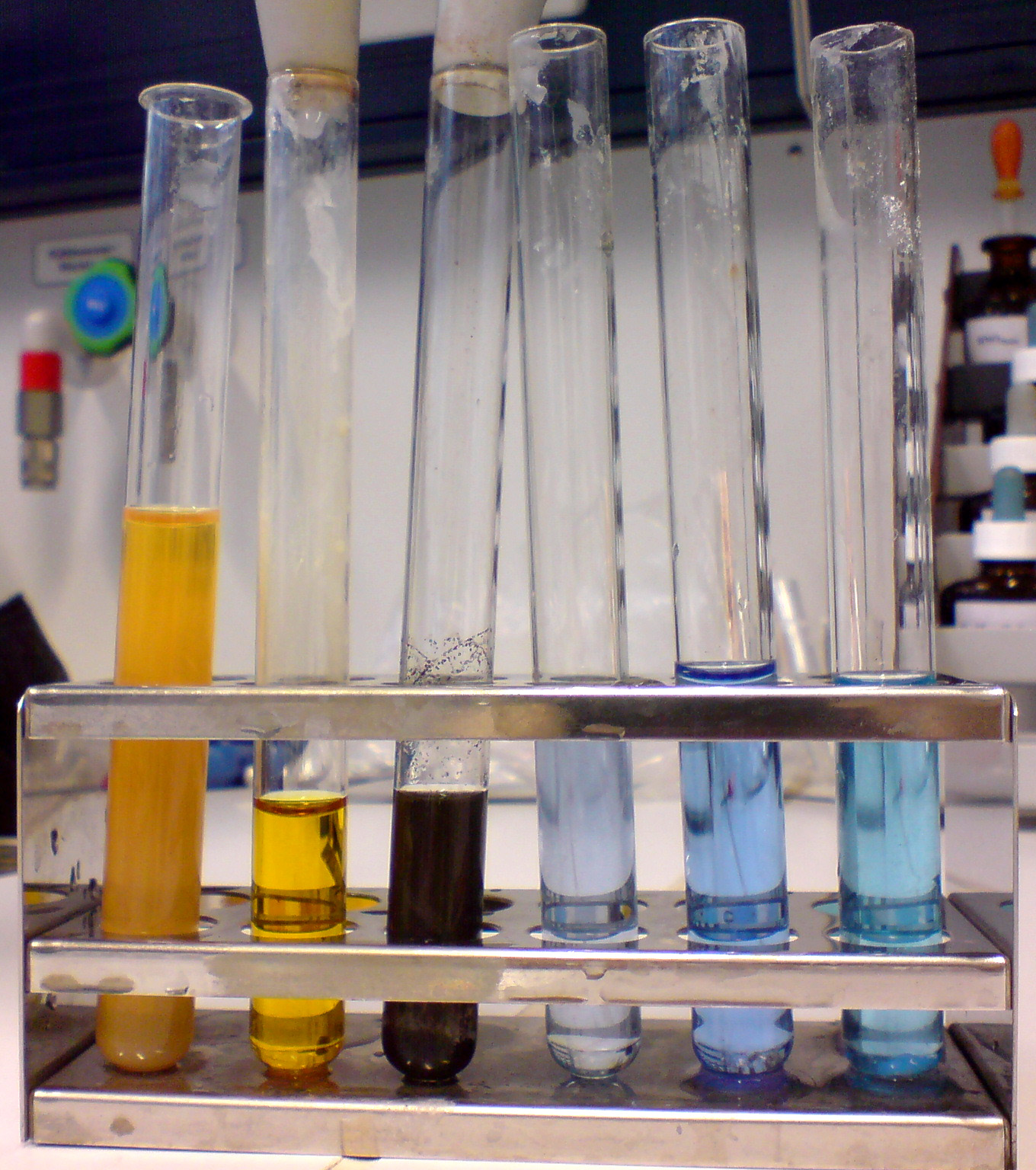
CuI (weiß), Cu(NO_{3})_{2} + (NH_{4})_{2}S (keine Reaktion), CuS (schwarz), Cu(OH)_{2} (blau), [Na_{2}Cu(OH)_{4}] (blau), [Cu(NH_{3})_{4}]^{2+} (blau), CuCO_{3} (blau)

So fällt zum Beispiel beim Einleiten von Schwefelwasserstoff in eine Lösung von Kupfer(II)-nitrat auch im salzsauren Milieu Kupfersulfid aus:
{\displaystyle \mathrm {S^{\operatorname {2-} }+Cu(NO_{3})_{2}\longrightarrow CuS+2NO_{3}^{\operatorname {-} }} }
Andere Schwermetallsulfide wie z. B. Zink- und Mangansulfid bleiben jedoch noch gelöst, da sie erst im neutralen bis alkalischen pH-Bereich unlöslich sind („säurelösliche Sulfide“). So ist es möglich, über den pH-Wert und die Sulfidkonzentration eine Trennung der Schwefelwasserstoffgruppe von den Kationen der folgenden Ammoniumsulfidgruppe zu trennen. Bei einem pH-Wert von 4 bis 5 fallen daher aus:
- Quecksilber(II)-sulfid – HgS, schwarz (als Mineral Zinnober auch in roter Modifikation vorkommend)
- Blei(II)-sulfid – PbS, schwarz
- Kupfer(II)-sulfid – CuS, schwarz
- Cadmium(II)-sulfid – CdS, gelb (ein Pigment)
- Bismut(III)-sulfid – Bi2S3, schwarzbraun
- Antimon(III)-sulfid – Sb2S3, braunorange
- Zinn(II)-sulfid – SnS, braun
- Zinn(IV)-sulfid SnS2, weißgelb

Beim sogenannten erweiterten Kationentrenngang werden zusätzlich Ge, Mo, Ti, Se und Te berücksichtigt, wobei Selen und Tellur zum Element reduziert werden.

## Gruppentrennung
Der Ausfällung der Schwefelwasserstoffgruppe folgt eine Trennung der Kationen voneinander, um sie anschließend ungestört mit Hilfe von Nachweisreaktionen auffinden zu können.
Man unterteilt diese Gruppe zunächst weiter in Kupfer- und Arsen-Zinn-Gruppe. Hierzu wird der Sulfidniederschlag in Ammoniumpolysulfidlösung ausgelaugt. Die Niederschläge der Arsen-Zinn-Gruppe lösen sich dabei in Form von Thiosalzen auf, während die Kupfergruppe ungelöst verbleibt und durch Filtration abgetrennt werden kann.

### Kupfer-Gruppe
Es fallen Bi2S3 (braun), CuS (schwarz), CdS (gelb) und als Reste aus der vorangegangenen Salzsäuregruppe auch: PbS (schwarz), HgS (schwarz) aus.

### Arsen-Zinn-Gruppe
Als Thiosalze löslich sind Sb2S3/Sb2S5 (orange), As2S3/As2S5 (gelb), SnS/SnS2 (braun/gelb), MoS2 und GeS2.

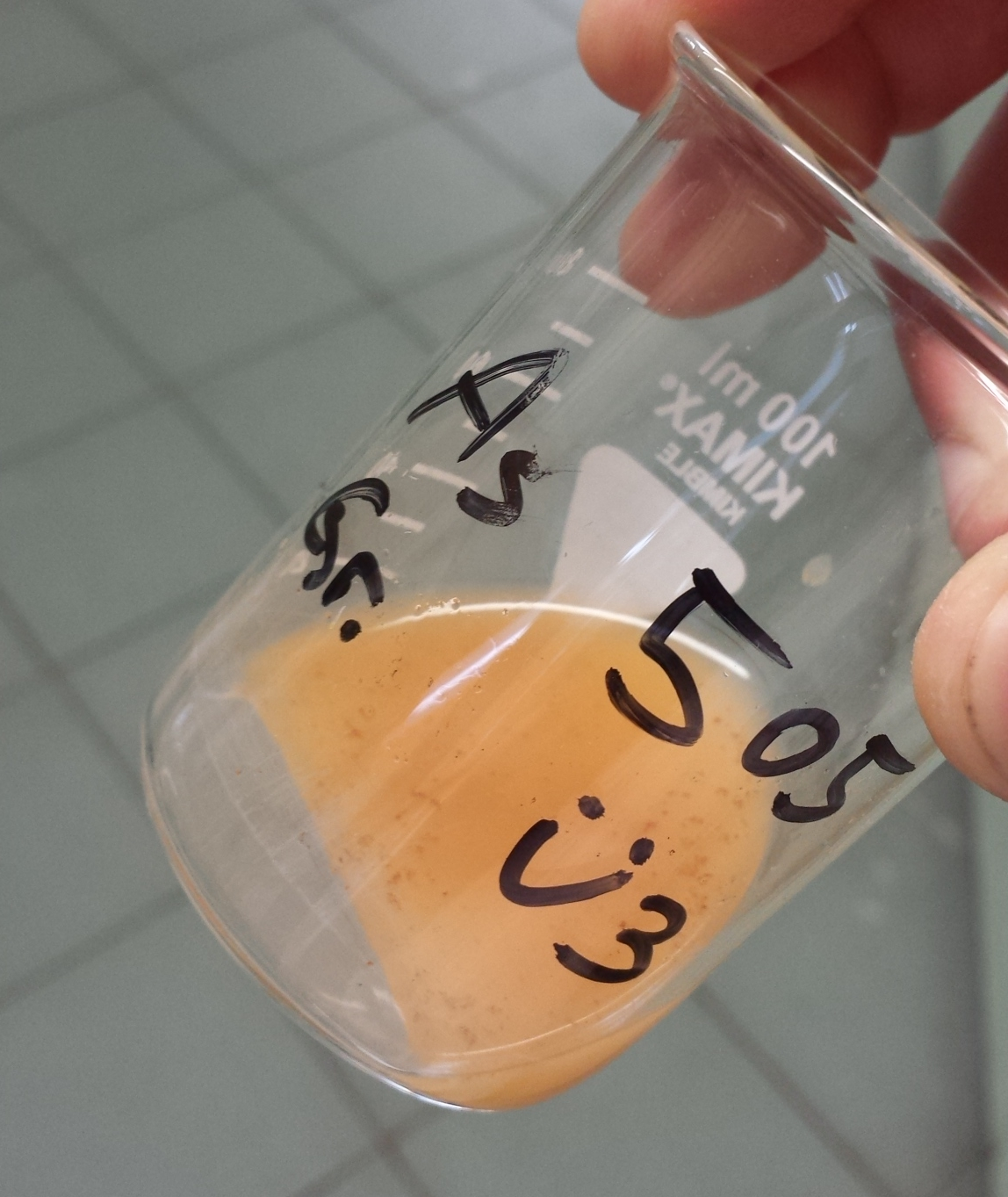
Beim Ansäuern der Arsengruppe zerfallen die Thiosalze und oranges Antimonsulfid fällt aus.